# La danza (singolo)
La danza è un singolo dei rapper danesi Gilli e Branco, pubblicato il 4 febbraio 2020.

## Tracce
1. La danza – 3:05